# Invasion! (The Flash)
Invasion! es el octavo episodio de la tercera temporada y quincuagésimo cuarto episodio a lo largo de la serie de televisión estadounidense de drama y ciencia ficción The Flash. Se trata además de la segunda parte de un crossover entre Supergirl, The Flash, Arrow y Legends of Tomorrow. El episodio fue escrito por Aaron Helbing y Todd Helbing basados en la historia de Greg Berlanti y Andrew Kreisberg, y dirigido por Dermott Downs. Fue estrenado el 29 de noviembre de 2016 en Estados Unidos por la cadena The CW.

## Argumento
En los Laboratorios STAR, el equipo está preocupado por los recientes poderes de Wally West, pues temen por su seguridad a que vaya a misiones peligrosas como ir por Savitar o el Dr. Alchemy. En ese momento, un meteorito impacta en las afueras de la ciudad, y Flash va a investigar. Cuando Barry llega, queda atónito al ver que el meteorito en realidad es una nave espacial, y que de adentro salen unos seres de aspecto cadavérico, con enormes cabezas y garras afiladas. Las criaturas se dispersan y se pierden de vista. Al día siguiente, Barry se reúne con Lyla Michaels, quien le revela al equipo Flash que esas criaturas en realidad son alienígenas conocidos por la ONU y ARGUS como los Dominators. Dichos aliens aparecieron en los años 50 secuestrando gente en Oregón, pero después simplemente se fueron. Lyla les enseña un mensaje por parte de ellos, explican que tan sólo buscaban conocimiento, y que cualquier intento de detenerlos por parte de los humanos terminaría en una guerra. Lyla advierte a Barry y su equipo que no puede tan sólo pelear con ellos solo. Una vez Michaels se va, Allen decide viajar a Star City para pedir ayuda a Oliver Queen, Green Arrow.
Luego de rescatar a Oliver y a Diggle como Spartan y contarles la situación, Oliver decide suspender sus actividades como alcalde para atender el asunto. Oliver y Barry concuerdan en que necesitan ayuda de Legends of Tomorrow para la pelea, así que Felicity los llama con coordenadas de tiempo para llegar. Barry usa como punto de reunión la antigua base de la Sociedad de la Justicia de América, ya que ahora es propiedad de los Laboratorios STAR. Una vez las leyendas llegan al 2016, Barry y Cisco cruzan una brecha hacia la Tierra-38 para reclutar a Kara Danvers/Supergirl.
Cuando todos los equipos se reúnen, Barry le explica a todos lo que se sabe de los Dominators, sin embargo, Mick interrumpe para saber quién iba a ser el líder del grupo. Cisco propone que sea Oliver, pues aún no se fía de Barry por crear Flashpoint, sin embargo, este último pone a Flash a cargo, pues él los reunió a todos en primer lugar. El equipo Arrow y las Leyendas inician un entrenamiento contra Supergirl, sin nadie que pueda realmente hacerle frente. Wally intenta participar, pero Iris lo detiene, pues le falta experiencia y entrenamiento para hacer misiones de tal magnitud.
Por otro lado, Jax y el Profesor Stein le muestran a Oliver y Barry el mensaje de este último, 40 años en el futuro. Barry interpreta el mensaje de guerra como otra consecuencia del Flashpoint. Oliver calma a Barry, e intenta animarlo con éxito. Stein, por otro lado, es llevado a su hogar por Caitlin para encontrar que ahora tiene una hija. Stein le explica a Jax que cuando interactuó con su versión pasada del 86, alteró la línea temporal.
En una bodega abandonada, los Dominators reciben la orden del Alfa de secuestar al líder humano para acabar con la guerra antes de que inicie.
Una vez secuestrado el presidente, Lyla pide ayuda a los héroes para hacerles frente, sin embargo, Cisco encuentra la grabación y le exige egoistamente a Barry una respuesta en frente de todos. Flash les explica estúpidamente lo del Flashpoint (algo que no debió haber hecho), lo que provoca que Diggle y las leyendas estén furiosos con él por culpa de Cisco. Barry se autoexcluye de ir, Oliver decide no ir sin su amigo, quedando abandonados por los demás. 
En la bodega, los héroes presencian cómo el presidente es desintegrado, mientras uno de los Dominators activa una máquina que se mete en sus mentes.
En el cuarto del tiempo, Barry, con Oliver, ve que el periódico del 2024 también cambió, pues ahora está escrito por una periodista que no es la futura Iris West-Allen. Oliver le explica que todos cometen errores, y que si él tuviera los poderes de Barry, también hubiera alterado la historia para salvar a sus padres de subir al Queen's Gambit. En eso son alertados que Supergirl, las Leyendas y el resto del Equipo Arrow está atacando los laboratorios. Flash y Green Arrow intentan frenar a sus amigos, pero tan sólo consiguen dejar a Firestorm y a ATOM fuera de combate. Caitlin deduce que están bajo algún tipo de control mental. Cisco encuentra lo que parece ser energía que emana del lugar donde el presidente fue secuestrado, sin embargo, la señal no puede ser interferida. Wally decide salir a ayudar a Barry, y lo salva de morir a manos de Speedy, Spartan y Sara, pero es herido por Kara. Oliver se lleva a Wally al búnker, mientras es perseguido por su propio equipo. Flash inicia una carrera contra Supergirl a través de toda Central City hasta llegar a la bodega. Ahí, consigue hacer enojar a Kara lo suficiente como para engañarla y, al vibrar para hacerse intangible, hace que Danvers se estrelle contra la máquina, logrando que ella y el resto de los héroes se liberen del control mental.
Wally es regañado por Joe y Iris por intervenir, pero HR ve su potencial y accede a entrenarlo a espaldas del equipo.
Una vez todos se reúnen afuera de los laboratorios, optan por llamar a Lyla sobre lo que pasó, pero Oliver, Thea, Diggle, Sara y Ray son secuestrados por los aliens, dejando el episodio inconcluso. El especial continúa en el octavo episodio de la quinta temporada de Arrow.

## Elenco
- Grant Gustin como Barry Allen/Flash.
- Candice Patton como Iris West.
- Danielle Panabaker como Caitlin Snow.
- Carlos Valdés como Cisco Ramón/Vibe.
- Keiynan Lonsdale como Wally West/Kid Flash.
- Tom Cavanagh como Harrison Wells.
- Jesse L. Martin como Joe West.